# The Buckinghams
The Buckinghams es el nombre de una banda musical formada en Chicago, Illinois, Estados Unidos en el año de 1966. Un año después de su surgimiento, pasó a convertirse en una de las bandas con mayores ventas. La banda se disolvió a inicios de 1970, pero se volvió a juntar diez años más tarde, en 1980, y hoy en día continúan haciendo giras en los Estados Unidos.

## Historia
En 1965 el guitarrista Carl Gimmarese y Nick Fortuna, junto al bajista Curtis Bachman, fueron invitados a unirse a la banda de rock clásico. Gimmarese y Bachman, además del teclista Dannis Miccolis, más tarde se convierten en miembros de otra banda, The Pulsations, cuyos miembros incluyen el baterista John Poulos y a los vocalistas George LeGros y Dannis Tufano. Después de ganar una batalla local del concurso de bandas, a finales de 1965, The Pulsations aseguró poder trabajar con el nuevo grupo formado en WGN-TV, una propiedad de espectáculos y variedades en la televisión. La trasmisión era en el programa All Time-Hits. Los productores del programa sugirieron que adoptan un nombre reflexivo de la invasión británica, que fue muy popular en aquel momento, y la banda adoptó el nombre de The Buckinghams, que fue sugerida por un guardia de seguridad llamado John Opager en la estación. La banda le gustó el nombre debido a su similitud con la ciudad natal, donde estaba la Fuente de Buckingham.
A principios de 1966, George LeGros se vio obligado a dejar la banda después de ser convocado al servicio Militar. Más tarde, el bajista Bachman también dejó de ser miembro y Nick Fortuna (quien tocaba también el bajo y pronto tendría el apellido Fortune por estar mal escrito en el registro de la discográfica) regresó en una temporada con Jimmy V. y los Artistas. La banda firmó su primer contrato discográfico con el sello local USA Records y grabó doce canciones en el mismo año.

## Discografía

### Álbumes
- Kind of a Drag (1967, USA Records)
- Time and Charges (1967, Columbia)
- Portraits (1967, Columbia)
- In One Ear and Gone Tomorrow (1968, Columbia)
- A Matter Of Time (1985, Red Label Records)
- Terra Firma (1998, Nation Records)
- Live and Well (2006, BML Records)
- Reaching Back (2007, Fuel Records)
- Standing Room Only (2008, Fuel Records)
- The Joy of Christmas (2008, BML Records)
- Up Close: CD and digital downloads (2010, itsaboutmusic.com Records)

### Álbumes de recopilación
- Greatest Hits (1969, Columbia)
- Made In Chicago (1975, Columbia)
- Mercy, Mercy, Mercy: A Collection (1991, Columbia/Legacy)
- Up Close: The Buckinghams in Concert DVD/CD box set (2010, itsaboutmusic.com Records)

### Sencillos
| Año  | Lado A/Lado B Las dos partes de un mismo álbum                                         | Gráfico de Estados Unidos | Gráfico de Estados Unidos | Álbum                        |
| Año  | Lado A/Lado B Las dos partes de un mismo álbum                                         | Billboard                 | Cashbox                   | Álbum                        |
| ---- | -------------------------------------------------------------------------------------- | ------------------------- | ------------------------- | ---------------------------- |
| 1965 | "Sweets For My Sweet" "Beginners Love"                                                 |                           |                           | Kind Of A Drag               |
| 1966 | "I'll Go Crazy" "Don't Want To Cry"                                                    | 112                       |                           | Kind Of A Drag               |
| 1966 | "I Call Your Name" "Makin' Up and Breakin' Up"                                         |                           |                           | Kind Of A Drag               |
| 1966 | "I've Been Wrong" "Love Ain't Enough"                                                  |                           |                           | Kind Of A Drag               |
| 1966 | "Kind of a Drag "You Make Me Feel So Good"                                             | 1                         | 3                         | Kind Of A Drag               |
| 1967 | "Lawdy Miss Clawdy" "I Call Your Name" "Makin' Up and Breakin' Up"                     | 41                        | 39                        | Kind Of A Drag               |
| 1967 | "Summertime" "I Don't Want To Cry"                                                     |                           |                           | Kind Of A Drag               |
| 1967 | "Don't You Care" "Why Don't You Love Me"                                               | 6                         | 6                         | Time & Charges               |
| 1967 | "Mercy, Mercy, Mercy" "You Are Gone"                                                   | 5                         | 5                         | Time & Charges               |
| 1967 | "Hey Baby (They're Playing Our Song)" "And Our Love" (de Time & Charges)               | 12                        | 5                         | Portraits                    |
| 1967 | Susan" "Foreign Policy" (de Time & Charges)                                            | 11                        | 7                         | Portraits                    |
| 1968 | "Back In Love Again" "You Misunderstand Me"                                            | 57                        | 53                        | In One Ear and Gone Tomorrow |
| 1968 | "Where Did You Come From" "Song Of The Breeze" (de In One Ear and Gone Tomorrow)       | 117                       |                           | Non-album tracks             |
| 1969 | "This Is How Much I Love You" "Can't Find The Words" (de In One Ear and Gone Tomorrow) |                           |                           | Non-album tracks             |
| 1969 | "It's A Beautiful Day" "Difference Of Opinion"                                         | 126                       |                           | Non-album tracks             |
| 1970 | "I Got A Feelin'" "It Took Forever"                                                    |                           |                           | Non-album tracks             |
| 1985 | "Veronica" "Can We Talk About It"                                                      |                           |                           | A Matter Of Time             |